# Færøyna (Øygarden)
Ne doit pas être confondu avec Færøyna.
Færøyna est une île dans le landskap Sunnhordland du comté de Vestland. Elle appartient administrativement à Øygarden.

## Géographie
Rocheuse et désertique, elle s'étend sur environ 1,222 km de longueur pour une largeur approximative de 275 m. Elle compte à sa pointe est des vestiges.